# Chermignac
Chermignac est une commune du Sud-Ouest de la France, située dans le département de la Charente-Maritime (région Nouvelle-Aquitaine).
Ses habitants sont appelés les Chermignacais et les Chermignacaises.

## Géographie

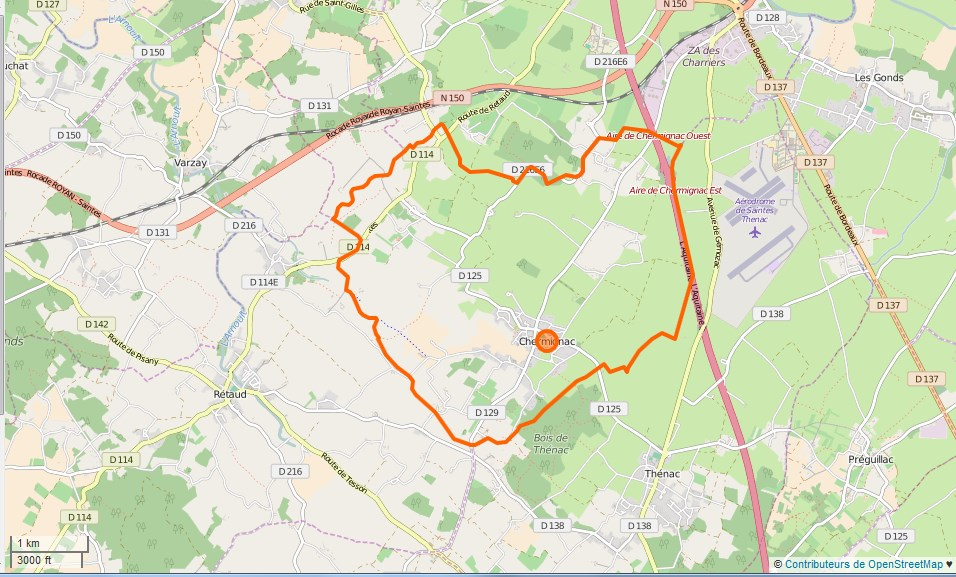
Limite communale.

### Communes limitrophes
| Pessines | Saintes    |        |
|          | Chermignac | Thénac |
| Rétaud   |            |        |

## Urbanisme

### Typologie
Au 1er janvier 2024, Chermignac est catégorisée bourg rural, selon la nouvelle grille communale de densité à 7 niveaux définie par l'Insee en 2022.
Elle est située hors unité urbaine. Par ailleurs la commune fait partie de l'aire d'attraction de Saintes, dont elle est une commune de la couronne,. Cette aire, qui regroupe 62 communes, est catégorisée dans les aires de 50 000 à moins de 200 000 habitants,.

### Occupation des sols
L'occupation des sols de la commune, telle qu'elle ressort de la base de données européenne d’occupation biophysique des sols Corine Land Cover (CLC), est marquée par l'importance des territoires agricoles (75,4 % en 2018), en diminution par rapport à 1990 (76,6 %). La répartition détaillée en 2018 est la suivante : 
terres arables (54,8 %), zones agricoles hétérogènes (20,6 %), forêts (18,6 %), zones urbanisées (6 %). L'évolution de l’occupation des sols de la commune et de ses infrastructures peut être observée sur les différentes représentations cartographiques du territoire : la carte de Cassini (XVIIIe siècle), la carte d'état-major (1820-1866) et les cartes ou photos aériennes de l'IGN pour la période actuelle (1950 à aujourd'hui).

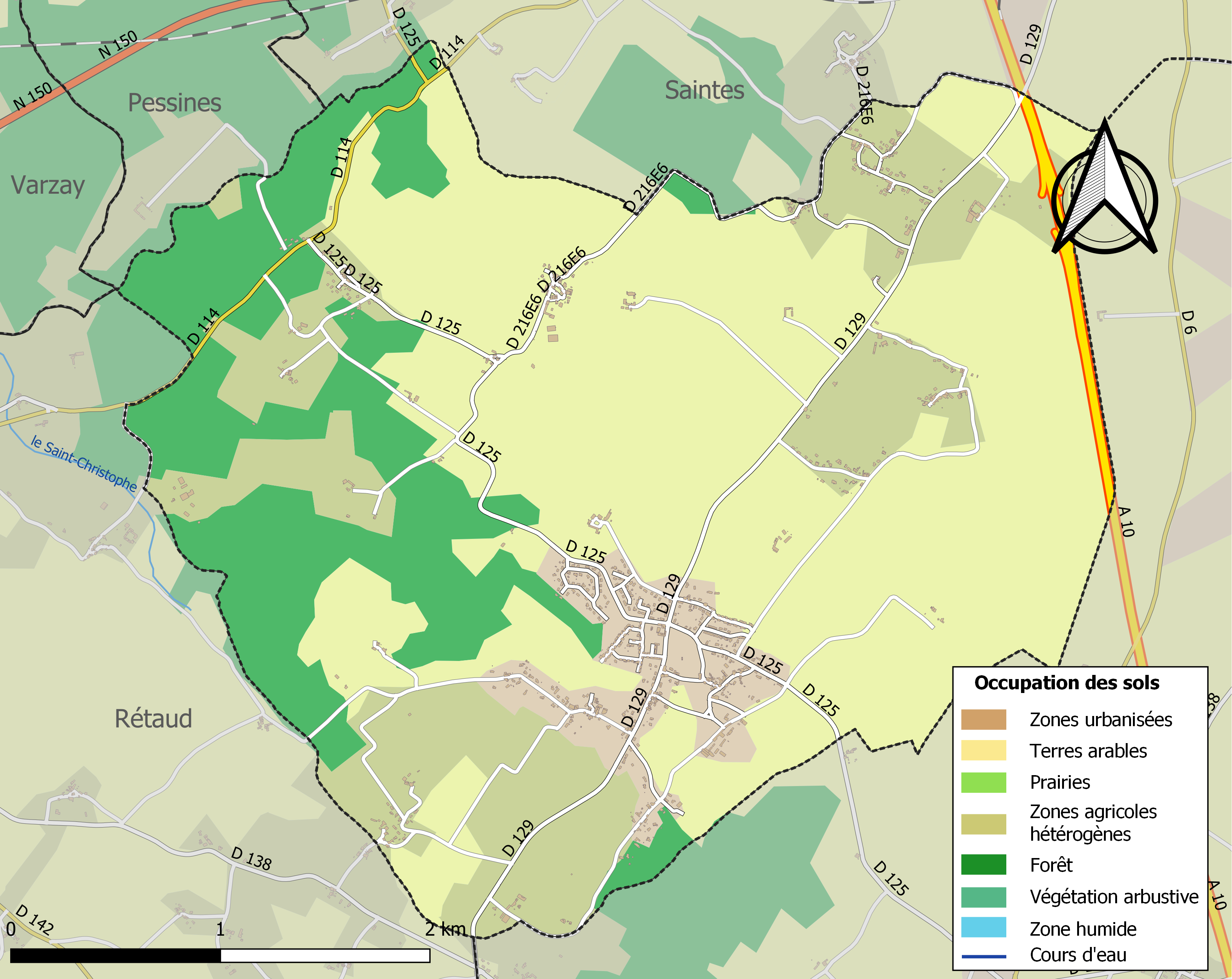
Carte des infrastructures et de l'occupation des sols de la commune en 2018 (CLC).

### Risques majeurs
Le territoire de la commune de Chermignac est vulnérable à différents aléas naturels : météorologiques (tempête, orage, neige, grand froid, canicule ou sécheresse), mouvements de terrains et séisme (sismicité faible). Il est également exposé à un risque technologique,  le transport de matières dangereuses. Un site publié par le BRGM permet d'évaluer simplement et rapidement les risques d'un bien localisé soit par son adresse soit par le numéro de sa parcelle.

#### Risques naturels

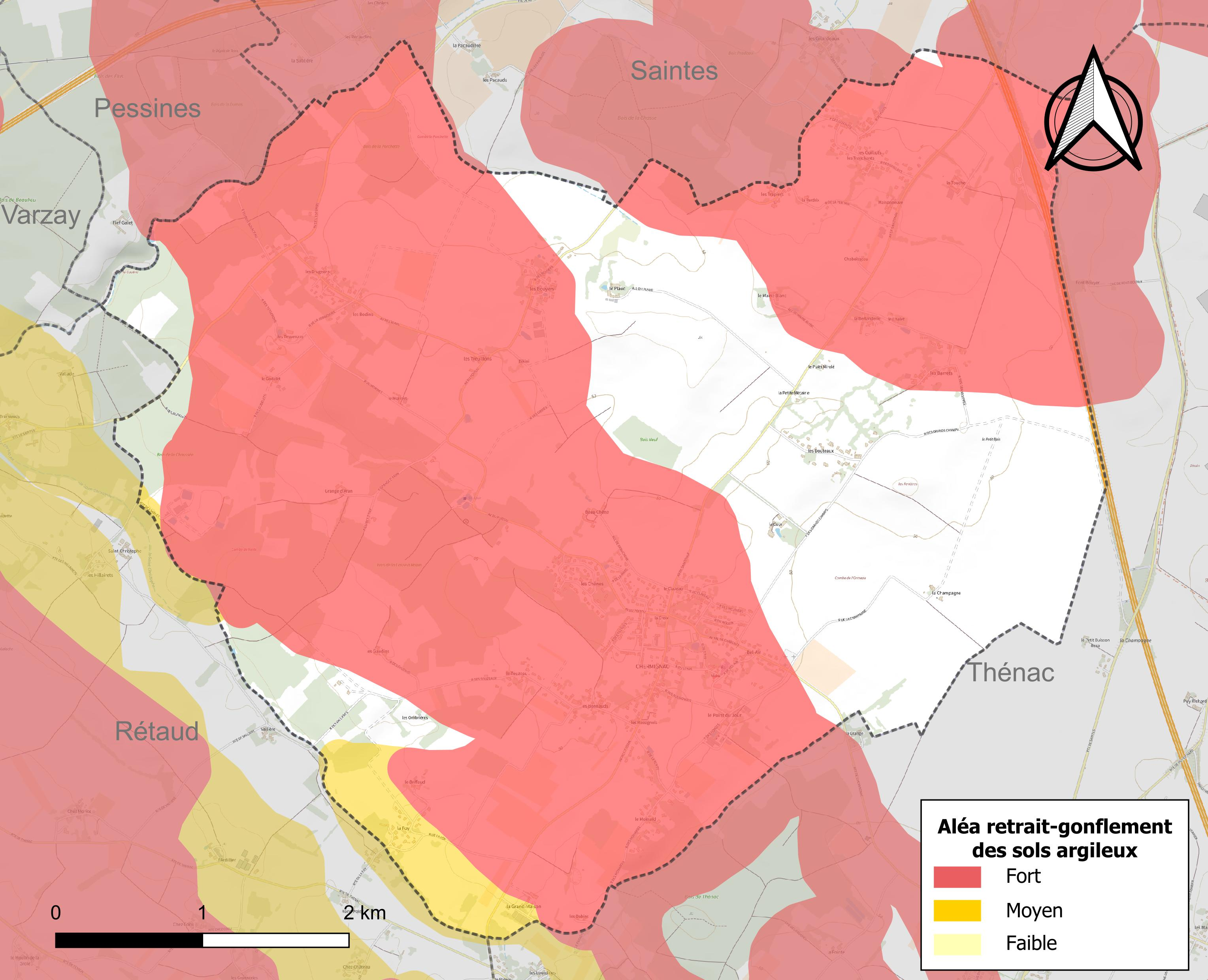
Carte des zones d'aléa retrait-gonflement des sols argileux de Chermignac.

Les mouvements de terrains susceptibles de se produire sur la commune sont des tassements différentiels.
Le retrait-gonflement des sols argileux est susceptible d'engendrer des dommages importants aux bâtiments en cas d’alternance de périodes de sécheresse et de pluie. 70,9 % de la superficie communale est en aléa moyen ou fort (54,2 % au niveau départemental et 48,5 % au niveau national). Sur les 601 bâtiments dénombrés sur la commune en 2019,  559 sont en aléa moyen ou fort, soit 93 %, à comparer aux 57 % au niveau départemental et 54 % au niveau national. Une cartographie de l'exposition du territoire national au retrait gonflement des sols argileux est disponible sur le site du BRGM,.
Par ailleurs, afin de mieux appréhender le risque d’affaissement de terrain, l'inventaire national des cavités souterraines permet de localiser celles situées sur la commune.
La commune a été reconnue en état de catastrophe naturelle au titre des dommages causés par les inondations et coulées de boue survenues en 1982, 1999 et 2010. Concernant les mouvements de terrains, la commune a été reconnue en état de catastrophe naturelle au titre des dommages causés par la sécheresse en 1989, 1991, 1993, 2002, 2003, 2005 et 2011 et par des mouvements de terrain en 1999 et 2010.

#### Risques technologiques
Le risque de transport de matières dangereuses sur la commune est lié à sa traversée par une ou des infrastructures routières ou ferroviaires importantes ou la présence d'une canalisation de transport d'hydrocarbures. Un accident se produisant sur de telles infrastructures est susceptible d’avoir des effets graves sur les biens, les personnes ou l'environnement, selon la nature du matériau transporté. Des dispositions d’urbanisme peuvent être préconisées en conséquence.

## Toponymie
Le nom du village est lié à la création d'un domaine à l'époque gallo-romaine. Il provient de l'anthroponyme gallo-romain Carminius avec le suffixe -acum. Chermignac représente donc un ancien Carminiacum ou villa Carminii.
Selon les toponymistes, « Le village s'est donc développé à partir du domaine gallo-romain de Carminius, un riche propriétaire terrien ».

## Histoire
L'homme occupe le site des Barrets dès le Néolithique, puis à la période gallo-romaine, comme en témoignent les tuiles à rebords et céramiques mises au jour.
D'autres vestiges antiques sont retrouvés, notamment un habitat aux fenêtres, un tambour de fût de colonne transformé en margelle de puits, au Puits Mérolé, des monnaies et une pierre funéraire exhumées aux Guillots, là ou la voie romaine de Blaye se divise pour rejoindre Périgueux ou Poitiers via Saintes.
Au XIXe siècle, Adolphe Ménudier fait de son domaine du Plaud une ferme-école et participe activement à la reconquête des sols par la vigne après la crise du phylloxéra.
De 1894 à 1947, la commune est desservie par la ligne de Chemin de fer économique des Charentes, Saintes-Mortagne-sur-Gironde. La ligne présentait un arrêt facultatif à Chadignac et aux Guillots. La gare, toujours présente, est en face des Établissements Bailly sur la route actuelle Saintes-Chermignac.

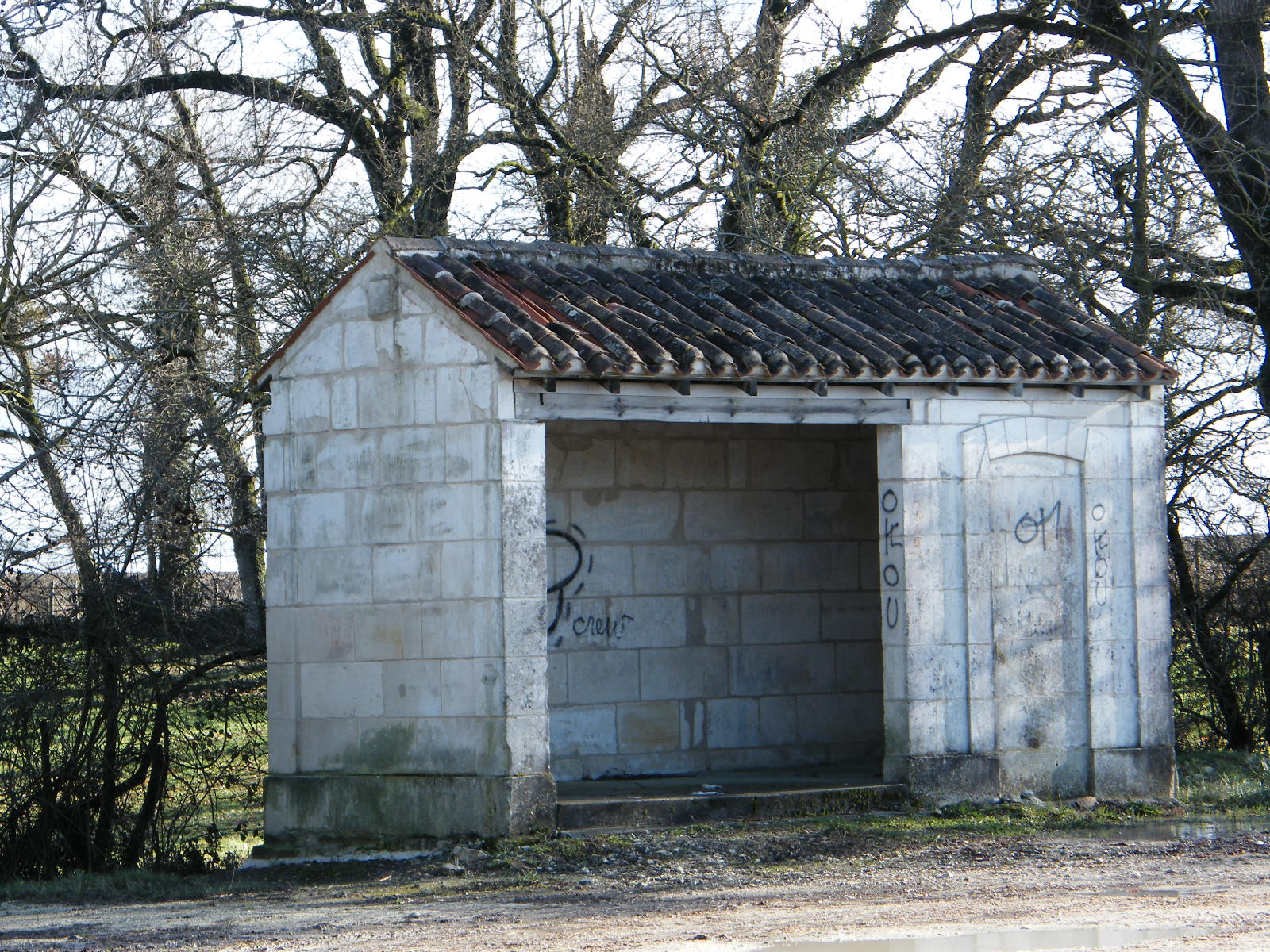
Gare de Chermignac (Charente-Maritime, France).
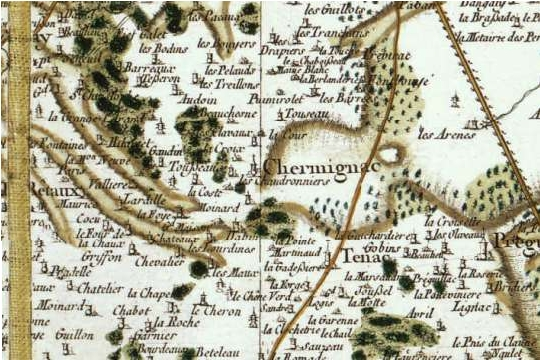
Carte de Cassini Chermignac.

## Politique et administration

### Région
À la suite de la réforme administrative de 2014 ramenant le nombre de régions de France métropolitaine de 22 à 13, la commune appartient depuis le 1er janvier 2016 à la région Nouvelle-Aquitaine, dont la capitale est Bordeaux. De 1972 au 31 décembre 2015, elle a appartenu à la région Poitou-Charentes, dont le chef-lieu était Poitiers.

### Canton
La commune de Chermignac appartient au canton de Thénac depuis mars 2015. Avant cette date, elle faisait partie des neuf communes qui composaient le canton de Saintes-Ouest, ce dernier étant issu d'un redécoupage de la carte administrative de 1985 où l'ancien canton de Saintes-Sud, créé en 1801, a été refondu.

### Intercommunalité
Chermignac adhère à la Communauté de communes du Pays Santon dont le siège administratif est situé à Saintes.
De même, la commune appartient au Pays de Saintonge Romane dont le siège est également fixé à Saintes.
- Chermignac dans la Communauté de communes du Pays Santon

Saintes et ses communes limitrophes (en orangé : Communauté de communes du Pays Santon).

## Population et société

### Démographie

#### Évolution démographique
L'évolution du nombre d'habitants est connue à travers les recensements de la population effectués dans la commune depuis 1793. Pour les communes de moins de 10 000 habitants, une enquête de recensement portant sur toute la population est réalisée tous les cinq ans, les populations de référence des années intermédiaires étant quant à elles estimées par interpolation ou extrapolation. Pour la commune, le premier recensement exhaustif entrant dans le cadre du nouveau dispositif a été réalisé en 2005.

En 2022, la commune comptait 1 274 habitants, en évolution de +1,84 % par rapport à 2016 (Charente-Maritime : +4,04 %, France hors Mayotte : +2,11 %).
| 1793 | 1800 | 1806 | 1821 | 1831 | 1836 | 1841 | 1846 | 1851 |
| ---- | ---- | ---- | ---- | ---- | ---- | ---- | ---- | ---- |
| 736  | 788  | 708  | 699  | 788  | 834  | 800  | 772  | 785  |

| 1856 | 1861 | 1866 | 1872 | 1876 | 1881 | 1886 | 1891 | 1896 |
| ---- | ---- | ---- | ---- | ---- | ---- | ---- | ---- | ---- |
| 722  | 736  | 668  | 730  | 736  | 721  | 630  | 600  | 590  |

| 1901 | 1906 | 1911 | 1921 | 1926 | 1931 | 1936 | 1946 | 1954 |
| ---- | ---- | ---- | ---- | ---- | ---- | ---- | ---- | ---- |
| 598  | 611  | 581  | 531  | 522  | 479  | 484  | 466  | 437  |

| 1962 | 1968 | 1975 | 1982 | 1990 | 1999  | 2005  | 2006  | 2010  |
| ---- | ---- | ---- | ---- | ---- | ----- | ----- | ----- | ----- |
| 489  | 556  | 587  | 862  | 968  | 1 015 | 1 100 | 1 128 | 1 261 |

| 2015  | 2020  | 2022  | - | - | - | - | - | - |
| ----- | ----- | ----- | - | - | - | - | - | - |
| 1 254 | 1 271 | 1 274 | - | - | - | - | - | - |

#### Pyramide des âges
La population de la commune est relativement âgée.
En 2018, le taux de personnes d'un âge inférieur à 30 ans s'élève à 27 %, soit en dessous de la moyenne départementale (29 %). À l'inverse, le taux de personnes d'âge supérieur à 60 ans est de 34 % la même année, alors qu'il est de 34,9 % au niveau départemental.
En 2018, la commune comptait 623 hommes pour 632 femmes, soit un taux de 50,36 % de femmes, légèrement inférieur au taux départemental (52,15 %).
Les pyramides des âges de la commune et du département s'établissent comme suit.
| Hommes | Classe d’âge | Femmes |
| ------ | ------------ | ------ |
| 0,8    | 90 ou +      | 0,9    |
| 8,2    | 75-89 ans    | 8,3    |
| 24,4   | 60-74 ans    | 25,5   |
| 22,3   | 45-59 ans    | 21,2   |
| 15,7   | 30-44 ans    | 18,6   |
| 12,5   | 15-29 ans    | 9,7    |
| 16,0   | 0-14 ans     | 15,8   |

| Hommes | Classe d’âge | Femmes |
| ------ | ------------ | ------ |
| 1,1    | 90 ou +      | 2,6    |
| 10,1   | 75-89 ans    | 12,6   |
| 22     | 60-74 ans    | 23,2   |
| 20,1   | 45-59 ans    | 19,7   |
| 16,1   | 30-44 ans    | 15,6   |
| 15,2   | 15-29 ans    | 12,7   |
| 15,4   | 0-14 ans     | 13,6   |

## Culture locale et patrimoine

### Lieux et monuments
- Au XIIe siècle est construite l'église Saint-Quentin qui relève du chapitre de Saintes. Cet édifice, en grande partie gothique aujourd'hui, possède une cloche de 1601.

L'église Saint-Quentin de Chermignac et la croix hosannière de Chermignac sont classées monuments historiques depuis le 5 novembre 1906.

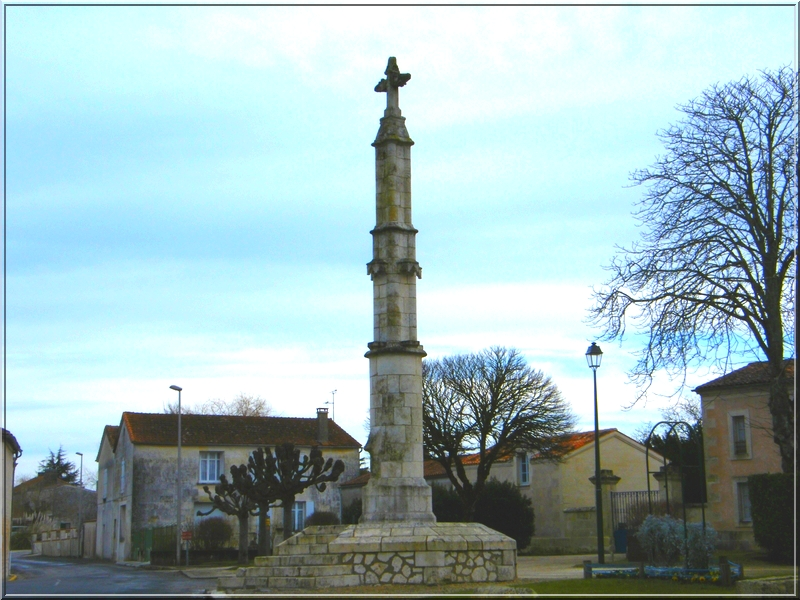
Croix hosannière du XVe siècle.
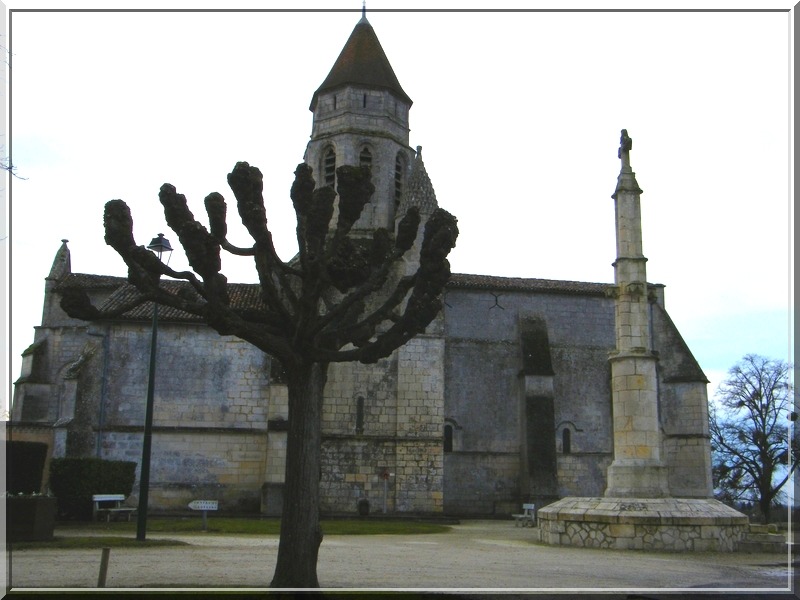
Vue sous un autre angle.
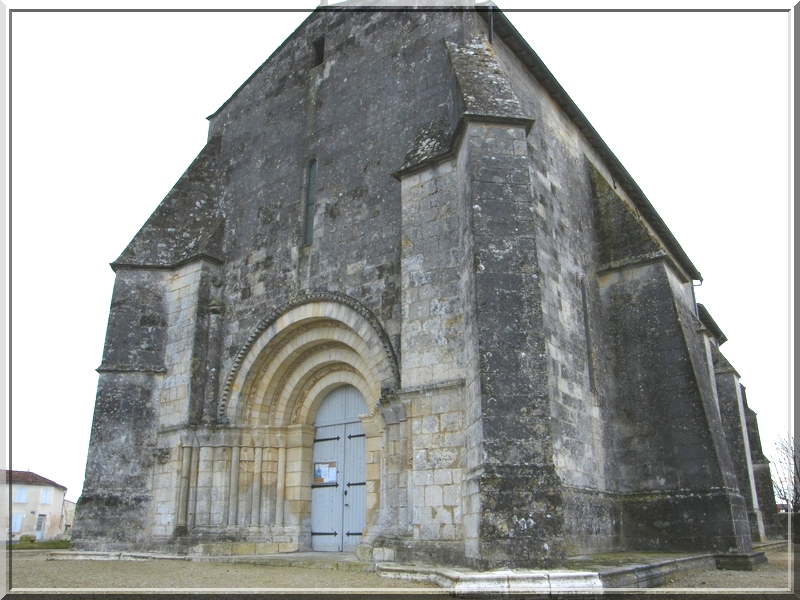
Église Saint-Quentin, XIIe-XIIIe siècles.
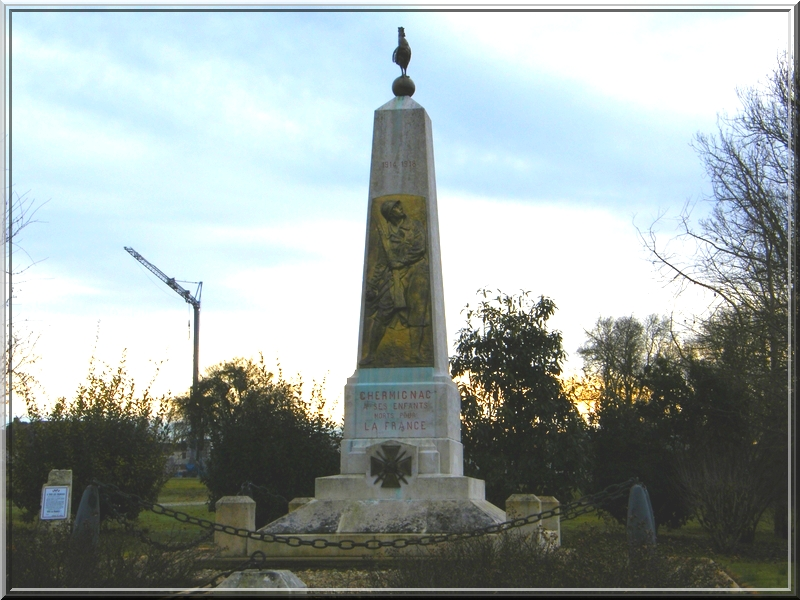
Monument aux morts.

### Personnalités liées à la commune
- Arthur André Marie Éveillé (Saintes 1835-Chermignac 1900) Il est l'auteur d'un « glossaire saintongeais ». Il est le beau-frère de Georges Vallein. Son fils André, avocat et auteur d'un livre sur le droit des émigrés en France, sera maire de Chermignac en 1945 (réf : François Julien-Labruyére Dictionnaire biographique des Charentais).
- Pierre Adolphe Ménudier : né le 28 octobre 1815 à La Tremblade -décédé en 1901 à Chermignac ; agriculteur moderniste ; titulaire de la Légion d'honneur. Après sa carrière de chirurgien de la marine il a habité au domaine familial du Plaud. Il a contribué ou créé entre autres le comité central de lutte contre le phylloxéra (1876), le syndicat général agricole des comices (1886) et sera en 1894 le premier président de la société anonyme du Crédit Agricole de Charente-inférieure. L'école élémentaire de Chermignac porte son nom[21].
- Hubert Rouger : désit le Jhavasson : agriculteur-viticulteur patoisant né le 13 février 1927 à Chermignac. Auteur de nombreux textes, poèmes, pièces de théâtre et autres animations, il a été récompensé par de nombreux prix dont le premier prix régional UPCP en 2004 et le Conseil régional lui a décerné en 2006 le prix de la meilleure poésie en patois.
- La famille Vallein : grande famille de Chermignac. Depuis 1792 elle possède un domaine viticole important et a donné à la commune de nombreux maires (voir dans la rubrique administration). Georges sera à l'origine de la construction de la mairie et de l'école et de la rénovation de l'église Saint-Quentin. Paul sera accusé à tort d'avoir fait du commerce avec l'occupant et exécuté par les FTP à Rioux en 1944. Victor (1810-1873) est connu comme journaliste polémiste et l'auteur d'ouvrages régionaux. Il est également l'un des fondateurs de L'Indépendant de la Charente-inférieure. Actuellement le domaine familial existe sous le nom Vallein-Tercinier[22].
- André Trochut, ancien coureur cycliste français, né le 6 novembre 1931 à Chermignac et décédé le 4 août 1996.

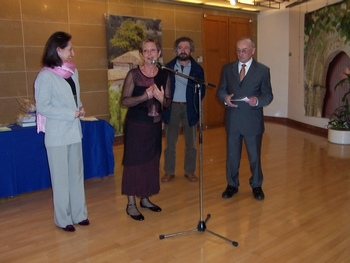
Remise du prix de poésie à Hubert Rouger en avril 2006.

### Héraldique
| Blason de Chermignac | Blason  | Parti mi coupé à senestre : au 1 de sinople à la croix hosannière du lieu d'argent, au 2 d'argent à une grappe de raisin d'or tigée de tenné et feuillée de sinople, au 3 de gueules à un chaudron accosté de deux branches de laurier affrontées en pal, tous d'or. |
| Blason de Chermignac | Détails | Créé par JF Binon. Adopté le 8 mars 2021. |